# Аржанов, Феликс Григорьевич
Фе́ликс Григо́рьевич Аржа́нов (30 ноября 1927, Каменец-Подольск, ныне Каменец-Подольский Хмельницкой области, УССР — 18 января 1994, Краснодар, Россия) — советский организатор нефтегазовой промышленности. Лауреат Ленинской премии в области науки и техники (1976).

## Биография

### Завод
Начало Великой Отечественной войны 13-летний Феликс Аржанов встретил в Харькове. В первые дни войны его отец добровольцем ушёл в армию. Вскоре он погиб, защищая Киев. Мать с семьёй не жила, и Феликс остался один. Когда немецкие войска подошли к Харькову, Аржанова забрали к себе друзья его отца, работавшие на крупном оборонном заводе. С ними Феликс переехал в Нижний Тагил, куда был эвакуирован завод. Феликс начал работать электрослесарем на окончательной сборке танков Т-34. Как вспоминал позднее Аржанов, «рабочий день был 12 часов, часто приходилось задерживаться на круглые сутки». Практически весь рабочий день он проводил в танке, всё время общаясь с экипажами, которые принимали машины и с ними на железнодорожных платформах уезжали на разные участки войны.

### Школа юнг
В воспоминаниях «Замечательные годы моей жизни» Аржанов писал: «К тому времени я уже понимал, что никогда не увижу своего отца. Мне страстно хотелось отомстить за своих родных и близких, погибших на фронте, отомстить за свою порабощённую землю, свой родной город, который топтали фашистские сапоги». От друзей Феликс узнал, что идёт набор в школу юнг, которая находится вблизи Архангельска, и что оттуда можно быстро попасть на фронт. Он подал заявление в Нижнетагильский военкомат и через неделю, даже не уволившись с завода, уехал в Свердловск, где прошёл очень тщательную медицинскую комиссию. Ещё через неделю Аржанов ехал в теплушке в Архангельск. Эшелон, по воспоминаниям Аржанова, целиком был сформирован из подростков Свердловской области. В вагоне, где ехал Аржанов, все ребята были из Нижнего Тагила. «Дорога была длинная, — писал в воспоминаниях Аржанов. — Ехали мы почти месяц. Теплушка была оборудована нарами, а в середине её была установлена печка. Питались в основном всухомятку, иногда на крупных станциях нас водили в столовую».
В Соломбале, пригороде Архангельска, будущие юнги прошли ещё более строгую медицинскую, а также мандатную комиссии. В состав последней, в основном, входили политработники и представители особого отдела, которые, как писал Аржанов, «проверяли, нет ли среди нас врагов народа, так как в то время бытовало мнение, что врагов надо искать везде и даже среди малолетних, которые добровольно пошли защищать свою Родину». Успешно пройдя обе комиссии, Аржанов получил флотское обмундирование и стал флотскими юнгою.
Школа юнг Военно-Морского Флота СССР, созданная на основании изданного 11 июля 1942 года приказа командующего Северным флотом, располагалась на Соловецких островах. Плановые занятия начались 1 сентября 1942 года. Обучение длилось 10 месяцев. Среди окончивших эту школу юнг были оперный певец Борис Штоколов, писатели Валентин Пикуль, Виталий Гузанов.

### Служба на флоте
В 1943 году Аржанов с отличием окончил школу юнг по специальности радист. Дальше он служил на действующем Северном флоте на боевом корабле — эскадренном миноносце «Разумный». Аржанова сразу включили в штат радистов корабля.
День Победы Аржанов встретил в Мурманске, когда служил на американских тральщиках, приведённых на Северный флот из США в начале 1945 года. О своей последующей службе на флоте Феликс Григорьевич рассказал в воспоминаниях: «С наступлением мирного времени началась боевая работа для тральщиков. Во время войны и нами, и нашими союзниками, и нашим противником на морских коммуникациях были установлены многочисленные минные заграждения. Причем все минные поля были строжайшим образом засекречены. И вот, после войны, все карты с минными постановками легли на стол победителей, районы минных заграждений были во всех международных лоциях объявлены запрещенными для мореплавания и каждая сторона победительница в своих территориальных водах должна была ликвидировать минные поля и открыть эти районы для мореплавания. Эту колоссальную работу должны были осуществить боевые тральщики, или, как их называли моряки, „пахари“ моря. До самой моей демобилизации в 1950 году долгих пять лет продолжалась эта напряжённая работа. И после того, как я ушёл на гражданку, эта работа продолжалась несколько лет».

### Нефтяник
Окончив в 1950 году службу на флоте, Аржанов приехал к матери в Бузулук. Дальше он учился на нефтепромышленном факультете Куйбышевского индустриального института (ныне Самарский государственный технический университет), который окончил в 1956 году. Председателем государственной комиссии у Аржанова был начальник объединения «Куйбышевнефть» Виктор Иванович Муравленко, который вручил выпускнику диплом инженера-нефтяника. Затем Аржанов 10 лет проработал в системе объединения «Куйбышевнефть», начальником которого все эти годы был Муравленко.
Когда Муравленко назначили начальником «Главтюменнефтегаза», он пригласил Аржанова работать в Тюменскую область, где в то время началось освоение нефтяных богатств Западной Сибири. С 1966 года в течение четырёх лет Феликс Григорьевич работал главным инженером нефтегазодобывающего управления «Юганскнефть», осваивал Усть-Балыкское месторождение и строил город Нефтеюганск.
Вспоминает последний министр нефтяной и газовой промышленности СССР Лев Чурилов, который в 1966—1969 годах работал начальником «Юганскнефти»: «Когда в феврале 1966 года было организовано нефтепромысловое управление Юганскнефть и стал вопрос о главном инженере этого управления, Владимир Юрьевич Филановский мне пообещал — я тебе найду толкового инженера, не пожалеешь! И вот в конце 1966 года звонок из Тюмени Владимира Юрьевича: „Завтра прошу встретить в Сургуте, со мной будет Феликс Григорьевич Аржанов“. Встретил. Тут же сели в УАЗик и поехали в Нефтеюганск. На следующий день я представил Феликса Григорьевича нашему небольшому коллективу и буквально в течение трёх последующих дней Аржанов настолько влез в наши повседневные дела, что опекать его дальше не было смысла».
По рекомендации Аржанова в управление были приглашены на работу Николай Петрович Дунаев, Александр Михайлович Силаев, Владимир Иванович Погонищев, Леонид Израилович Шейнцвит, Владимир Александрович Мунц, Анатолий Максимович Анисимов. Как отметил Лев Чурилов, «многие из них до сих пор работают в Тюменской области и имеют доброе имя профессионалов своего дела. А сын Феликса Григорьевича — Михаил — и сегодня трудится в Нефтеюганске».
Летом 1968 года в результате трагической случайности Аржанов потерял свою жену Эллу. По воспоминаниям Льва Чурилова, «это было потрясением и для нас, его товарищей. Он не стал догуливать отпуск и буквально на третий день после похорон жены внезапно появился в своём кабинете. Пытался работой как-то приглушить ту огромную боль беды, которая на него внезапно свалилась».
Затем Аржанова назначили главным инженером «Главтюменнефтегаза» — первым заместителем Муравленко. На этой должности Феликс Григорьевич проработал девять лет — до смерти Муравленко (умер 15 июля 1977 года). В 1977—1980 годах Аржанов был начальником «Главтюменьнефтегаза», воплощал в жизнь задуманные вместе с Муравленко планы развития крупнейшего нефтегазового региона.
В 1980 году Аржанова по инициативе первого секретаря Тюменского обкома КПСС Геннадия Богомякова отстранили от должности начальника Главтюменнефтегаза. По словам Льва Чурилова, это было настолько несправедливо, что даже министр строительства предприятий нефтяной и газовой промышленности Борис Щербина, который обычно воздерживался от комментариев, зная на своём опыте силу и возможности первого секретаря обкома партии, как-то бросил вскользь, имея в виду инициативу Богомякова по смещению Аржанова: «Сила есть — ума не надо».

### Во Вьетнаме
Авторитет Аржанова в отрасли был настолько высок, что его сразу же назначили на должность главного инженера научно-промышленного объединения «Союзтермнефть» в Краснодаре. Вскоре он уехал оттуда во Вьетнам генеральным директором совместного предприятия «Вьетсовпетро». На новом месте Аржанов развернул кипучую деятельность. До него дела во Вьетнаме шли настолько плохо, что вьетнамцы начали предъявлять обоснованные претензии своим советским партнёрам. Аржанов лично, хоть и не имел опыта в этом деле, устанавливал первые морские платформы на месторождении «Белый Тигр». По его инициативе углубили эксплуатационные скважины, в результате чего увеличились запасы этого месторождения. При непосредственном участии Аржанова были приняты основные технические решения, которые себя полностью оправдали.
По словам Льва Чурилова, среди работников советского торгового представительства во Вьетнаме нашёлся «стукач»: в 1988 году на основании его измышлений Президиум Совета Министров СССР, который проводил Николай Рыжков, принял решение освободить Аржанова от должности генерального директора СП «Вьетсовпетро». Это вызвало возмущение даже в правительстве Вьетнама. Феликс Григорьевич (наверное, впервые в жизни — предполагает Чурилов) встал на путь своей защиты. Он добился приема у Егора Лигачёва. Егор Кузьмич очень быстро разобрался в сути дела: через две недели Рыжков отменил своё решение и тем самым восстановил доброе имя Аржанова.

### Последние годы жизни
После возвращения из заграницы Аржанов работал в Краснодаре в должности генерального директора НПО «Союзтермнефть». В последние годы жизни, отдавая дань новым веяниям в экономике, стал учредителем фирмы «Конэкс». Начал писать воспоминания «Замечательные годы моей жизни», работу над которыми оборвала смерть в январе 1994 года..
Рассказывая о судьбе Аржанова, Лев Чурилов подытожил:
Непростую жизнь прожил Феликс Григорьевич. Было всё — и семейная трагедия, и успехи, и незаслуженные обиды. Но он никогда не жаловался, был всегда жизнелюбив, энергичен и считал, что, пока человек жив, он всегда может завоевать какое-то жизненное пространство. Переживал всё внутри себя, никогда его окружение не чувствовало, что Феликсу может быть плохо. Выдавали его только глаза — они в этих случаях темнели до черноты, да руки — он не знал, куда их деть
Профессор Валерий Грайфер так охарактеризовал Аржанова: «Он был классным специалистом, но совершенно не умел подлаживаться под начальство и обстоятельства» .

### Дети
Андрей Феликсович Аражанов
Екатерина Феликсовна Аражанова
Михаил Феликсович Аржанов родился в 1960 году. В 1982 году окончил Тюменский индустриальный институт по специальности «Технология и комплексная механизация разработки нефтяных и газовых месторождений». В 1992 году прошёл курс «Менеджмент и маркетинг» в США, в 1993 году — курс «Менеджмент в нефтяной промышленности» во Франции. В 1997 году окончил Академию народного хозяйства при Правительстве Российской Федерации по специальности «Руководитель в условиях рынка». В 1998 году прошёл курс «Управление предприятием в современных условиях». Работал главным инженером открытого акционерного общества «Юганскнефтегаз».

## Награды, премии
Аржанов награждён орденом Трудового Красного Знамени (1971), орденом Октябрьской Революции (1975), медалью Ушакова (1992), другими медалями. В 2011 году посмертно награждён вьетнамским орденом Труда I степени.
О медали Ушакова Аржанов писал: «Всякий раз, когда я беру в руки эту самую дорогую для меня флотскую боевую награду и смотрю на якорь с цепью на лицевой стороне медали, я вспоминаю свои корабли, как будто вижу их наяву».
В 1976 году большой группе учёных и специалистов за перевооружение нефтедобывающего производства на основе новых научно-технических решений и комплексной автоматизации была присуждена Ленинская премия в области науки и техники. Среди награждённых были министр нефтяной промышленности СССР Валентин Шашин, начальник планово-экономическое управления министерства Валерий Грайфер, Феликс Аржанов.

## Память

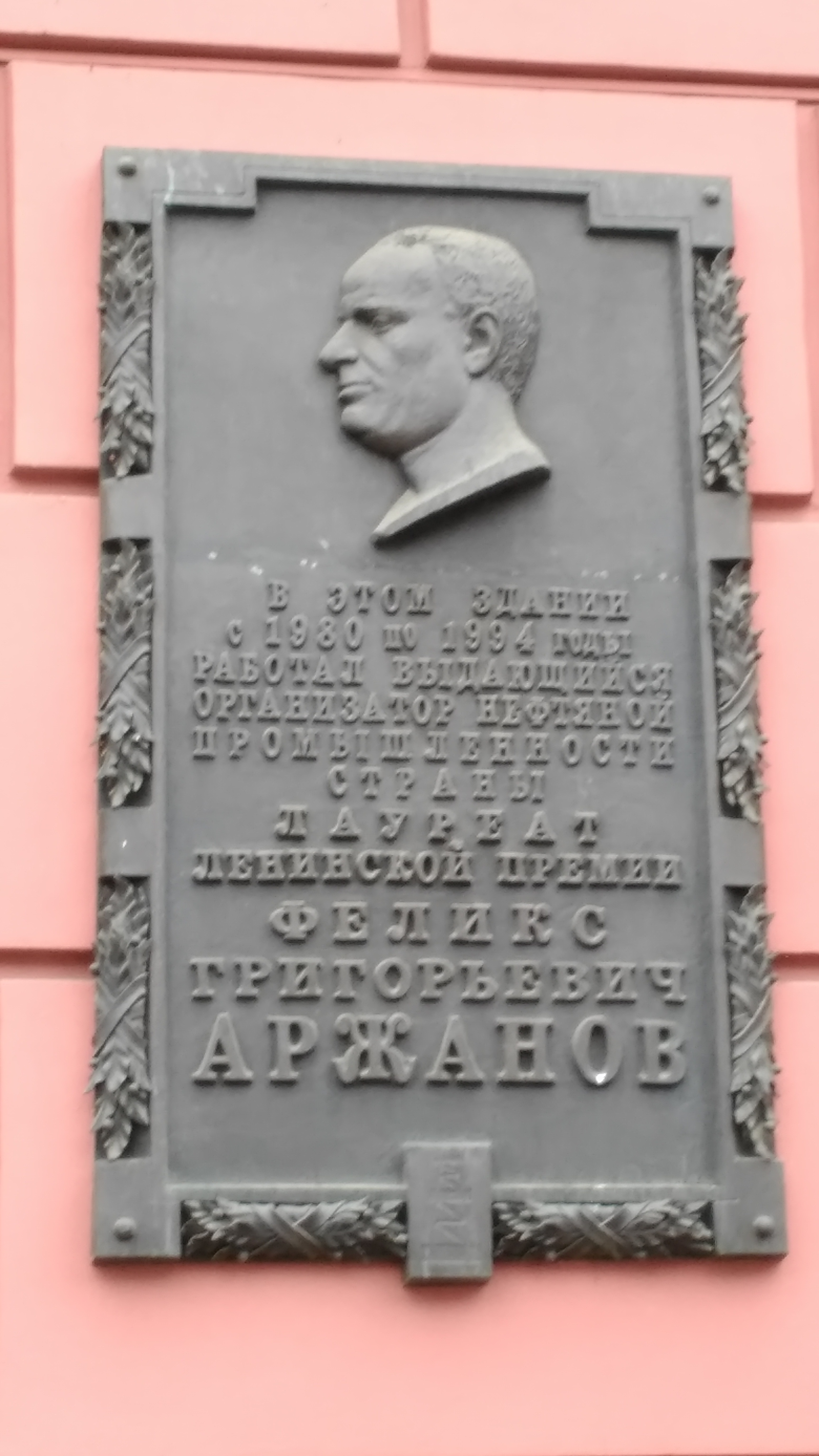
Мемориальная доска Аржанову Ф. Г.. Краснодар 2017.

- В 1996 году решением Думы Нефтеюганска одно из нефтяных месторождений Ханты-Мансийского автономного округа названо Аржановским. Также улице между микрорайонами 12 и 13 и пешеходному бульвару между микрорайонами 16 и 16А присвоено имя Феликса Аржанова, на фасадах домов № 47 в микрорайоне 12, № 55 в микрорайон 13 установлены мемориальные доски[7].
- Именем Феликса Аржанова названа улица в микрорайоне Матмассы города Тюмень.
- В 2008 году в серии «Именные месторождения Югры» вышел сборник «Удивительный человек — Феликс Аржанов»[8].